# Утакмице фудбалске репрезентације Мађарске 1992.
| Домаћин | Гост |

Фудбалска репрезентација Мађарске је током 1992. године одиграла једанаест званичних утакмица, од којих су само три утакмице биле квалификационе за Светско првенство. Исланд је у Будимпешти савладао и селекцију Мађарске. Репрезентација Мађарске је победила у Луксембургу са 3 : 0, а резултат меча у Солуну био је нерешен.
Савезни селектор националног тима у овом периоду је био:
- Имре Јенеи

## Утакмице
| Мађарска                  | 2 : 1 (0 : 1) | Аустрија       |
| ------------------------- | ------------- | -------------- |
| Детари 65’ · К. Ковач 70’ | Извештај      | 40’ Т. Полстер |

| Украјина        | 1 : 3 (0 : 0) | Мађарска                         |
| --------------- | ------------- | -------------------------------- |
| И. М. Геско 92’ | Извештај      | 62’ Шалои · 68’ 84’ (пен) Киприх |

| Мађарска | 0 : 1 (0 : 0) | Енглеска         |
| -------- | ------------- | ---------------- |
|          | Извештај      | 55’ (аг) Телек · |

| Шведска          | 2 : 1 (2 : 0) | Мађарска   |
| ---------------- | ------------- | ---------- |
| С. Шварц 31’ 40’ | Извештај      | 64’ Мартон |

| Мађарска | 1 : 2 (1 : 0) | Исланд                            |
| -------- | ------------- | --------------------------------- |
| Ковач 2’ | Извештај      | 51’ Т. Ерлигсон · 73’ Х. Магнусон |

| Мађарска               | 2 : 1 (0 : 1) | Украјина         |
| ---------------------- | ------------- | ---------------- |
| Ковач 81’ · Т. Нађ 82’ | Извештај      | 38’ Ј. Худименко |

| Луксембург | 0 : 3 (0 : 1) | Мађарска                      |
| ---------- | ------------- | ----------------------------- |
| Ковач 2’   | Извештај      | 16’ Детари · 52’ 78’ К. Ковач |

| Мађарска | 0 : 0    | Израел |
| -------- | -------- | ------ |
|          | Извештај |        |

| Катар           | 1 : 4 (0 : 3) | Мађарска                          |
| --------------- | ------------- | --------------------------------- |
| А. С. Халил 72’ | Извештај      | 17’ 40’ 50’ Киприх · 43’ К. Ковач |

| Катар                | 1 : 1 (0 : 0) | Мађарска     |
| -------------------- | ------------- | ------------ |
| Н. Мубарак 82’ (пен) | Извештај      | 52’ К. Ковач |

| Грчка | 0 : 0    | Мађарска |
| ----- | -------- | -------- |
|       | Извештај |          |

## Голгетери у 1992.
| - Јожеф Киприх - Лајош Детари - Калман Ковач - Иштван Шалои - Андраш Телек |

## Извори и спољашње везе
- Dénes Tamás-Rochy Zoltán. A 700. után. Rochy és Társa. ISBN 963-04-7169-8.
- Све утакмице репрезентације Мађарске
- „Репрезентација Мађарске на фудбалској бази података”. Архивирано из оригинала 14. 09. 2009. г.
- „Утакмице репрезентације Мађарске (1992)”. Архивирано из оригинала 29. 08. 2009. г.